# Pogeez
Pogeez é um município da Alemanha, distrito de Lauenburg, estado de Schleswig-Holstein. Possui uma área de 4,51 km²